# Естебан Сапір
Естебан Сапір (ісп. Esteban Sapir, народ. 6 червня 1967 р., Буенос-Айрес) — аргентинський кінооператор, кінорежисер і сценарист.

## Фільмографія
- Добре порублений / Picado fino (1996)
- Shakira: Live and Off the Record (2004) (Video)
- Антена (2007)